# ووت اواس۲یو کینگفیشر
ووت اواس۲یو کینگفیشر (به انگلیسی: Vought OS2U Kingfisher) یک هواپیمای ساختِ کارخانهٔ ووت در کشور ایالات متحده آمریکا است. نخستین استفاده‌کنندهٔ این هواپیما نیروی دریایی ایالات متحده آمریکا بوده‌است. این هواپیما برای نخستین بار در ۱۹۳۸ میلادی مورد استفاده قرار گرفت.